# Abdul Aziz Tetteh
Abdul Aziz Tetteh (Dansoman, Ghana, 25 de mayo de 1990) es un futbolista ghanés que juega de centrocampista en el Gazişehir Gaziantep FK de la Superliga de Turquía.

## Clubes
| Club                   | País    | Año         |
| ---------------------- | ------- | ----------- |
| Liberty Professionals  | Ghana   | 2004-2007   |
| Udinese Calcio         | Italia  | 2008-2012   |
| Xerez CD B (cedido)    | España  | 2008-2009   |
| Granada CF (cedido)    | España  | 2009-2010   |
| CD Leganés (cedido)    | España  | 2010-2011   |
| Montañeros CF (cedido) | España  | 2011-2012   |
| Fokikos F.C.           | Grecia  | 2012        |
| FC Platanias           | Grecia  | 2013-2015   |
| Lech Poznań            | Polonia | 2015-2018   |
| FC Dinamo Moscú        | Rusia   | 2018 - 2019 |
| Gazişehir Gaziantep FK | Turquía | 2019 - Act. |